# Аркадьев, Дмитрий Васильевич
Дмитрий Васильевич Аркадьев (1900—1954) — начальник Отдела железнодорожных и водных перевозок НКВД—МВД СССР, генерал-майор (1943).

## Биография

Могила Аркадьева на Новодевичьем кладбище Москвы.

Родился в семье железнодорожного рабочего (по другим данным машиниста), отец умер в 1902. Участник Первой мировой войны. Работал на Московско-Рязанской железной дороге. С 1918 в рядах Красной Гвардии, затем в органах ВЧК-ГПУ-ОГПУ-НКВД-МВД. Член коммунистической партии с 1919.
С 1934 работал в Транспортном отделе (ТО) ГУГБ НКВД СССР. С 9 августа по 9 декабря 1941 заместитель начальника 2-го отделения 1-го отдела Транспортного управления НКВД СССР, с затем по 5 мая 1943 начальник 1-го отделения 1-го отдела Транспортного управления НКВД СССР. При этом с 11 августа 1942 до 5 мая 1943 заместитель начальника 1-го отдела транспортного управления НКВД СССР. После чего до 16 марта 1951 начальник Отдела железнодорожных и водных перевозок НКВД (с 1946 — МВД) СССР. Уволен (освобождён от должности) из органов МВД СССР по болезни приказом МВД СССР от 16 марта 1951 № 330 с зачислением в запас и объявлением благодарности. В 1951—1952 пенсионер. В 1953—1954 начальник Транспортного управления Министерства среднего машиностроения СССР.

### Звания
- капитан государственной безопасности, 14 декабря 1935;
- майор государственной безопасности, 27 декабря 1941;
- комиссар государственной безопасности, 14 февраля 1943;
- генерал-майор, 9 июля 1945[3].

## Награды
- два ордена Ленина (10.12.1945, 29.10.1949);
- четыре ордена Красного Знамени (03.11.1944, 24.08.1949, 30.01.1951, 04.01.1954);
- орден Отечественной войны 1 степени (24.02.1945);
- орден Отечественной войны 2 степени (07.07.1944);
- три ордена Красной Звезды (03.04.1942, 26.07.1942, 08.03.1944);
- орден «Знак Почёта» (18.01.1942);
- восемь медалей;
- знак «Почётный работник ВЧК-ГПУ (XV)» (20.12.1932);
- знак «Заслуженный работник МВД» (02.11.1948).